# Lublin Tatary
Lublin Tatary – towarowa stacja kolejowa na terenie Lublina. Mieści się w dzielnicy Tatary. Od stacji odchodzą bocznice kolejowe do dawnej Fabryki Samochodów Ciężarowych.
1 maja 2010 w Ośrodku Informatyki stacji, po 34 latach nieprzerwnego funkcjonowania, został oficjalnie wyłączony system komputerowy sterujący stacją, składający się z dwóch jednostek Odra 1305. Były to ostatnie komputery tej serii regularnie działające w Polsce i prawdopodobnie na świecie.